# Arlindo Gomes Furtado
Arlindo Gomes Furtado, né le 15 novembre 1949 à Santa Catarina, est un prélat cap-verdien, évêque de Santiago du Cap-Vert, cardinal depuis février 2015.

## Biographie

### Prêtre
Il est ordonné prêtre le 18 juillet 1976. Il commence son ministère comme vicaire en paroisse jusqu'en 1978. Pendant six ans il est ensuite chancelier et économe diocésain. De 1985 à 1986 il est aumônier des cap-verdiens aux Pays-Bas puis de 1986 à 1990 il poursuit à l'institut biblique pontifical à Rome des études en écritures saintes. 
Rentré au Cap-Vert, il est professeur de 1990 à 1996 puis vicaire général et curé de 1996 à 2003.

### Évêque
Le 9 décembre 2003, Jean-Paul II érige un second diocèse au Cap-Vert, le diocèse de Mindelo et il le nomme premier évêque de ce nouveau diocèse. Il reçoit la consécration épiscopale le 22 février 2004 des mains de Mgr Paulino do Livramento Evora alors évêque de Santiago du Cap-Vert. 
Le 22 juillet 2009 il succède à ce dernier à Santiago, l'un des plus anciens diocèses africains.

### Cardinal
Il est créé cardinal le 14 février 2015 par le pape François, en même temps que 19 autres prélats,. Il reçoit le titre de S. Timoteo. Il devient ainsi le premier cardinal cap-verdien. 